# Synthetikum
Synthetikum, Mehrzahl Synthetika ist ein alter Begriff für Substanzen, insbesondere Arzneistoffen, die synthetisch („künstlich“) entstanden sind, also Produkte einer chemischen Synthese sind. Die meisten modernen Arzneistoffe sind Synthetika.
In alternativmedizinischen Schriften wird der Begriff Synthetikum häufig gebraucht, um den Unterschied zu Arzneistoffen aus der Natur, den Phytotherapeutika oder Naturstoffen zu betonen, die als besser und nebenwirkungsärmer angesehen werden.
Es gibt aber auch andere Bewertungen. Ernst Mutschler: „Es wäre töricht, den Naturstoff gegen das Synthetikum, das Synthetikum gegen den Naturstoff ausspielen zu wollen. Es ist genauso falsch, den Naturstoff als etwas Besseres, weil Natürlicheres, hinzustellen wie umgekehrt, die Therapie mit Naturstoffen als zweitrangig abzuqualifizieren. Entscheidend ist allein der therapeutische Erfolg, und dafür werden Naturstoffe und Synthetika benötigt.“